# Gustavo González Hernández
Gustavo González Hernández (Guadalajara, Jalisco; 10 de julio de 1970) es un político y abogado mexicano, miembro del Partido Acción Nacional, fue síndico del Ayuntamiento de Guadalajara y diputado local en la LVIII Legislatura del Congreso del Estado de Jalisco.
Es abogado egresado del Instituto Tecnológico y de Estudios Superiores de Occidente, en donde también cursó la maestría en Política y Gestión Pública. En el área docente, desde el año 2000 y hasta el año 2009 fue profesor de los módulos Gobierno en Grandes Ciudades, Reglamentación Municipal y Políticas Públicas II, en la carrera de Ciencias Políticas de la Universidad de Guadalajara.
En el año 2003 fue elegido Síndico del Ayuntamiento de Guadalajara al formar parte de la planilla encabezada por Emilio González Márquez, accediendo al cargo el 1 de enero de 2004.
En el año 2006 fue elegido diputado local de la LVIII Legislatura del Congreso del Estado de Jalisco, por el distrito 12 local, accediendo al cargo el 1 de febrero de 2007 y habiéndose separado del mismo mediante licencia constitucional el 28 de agosto de 2009.
Fue diputado federal de la LXI Legislatura del Congreso de la Unión de México, fungiendo como presidente de la Comisión Bicamaral de Seguridad Nacional, secretario de la Comisión de Puntos Constitucionales y vocal de las comisiones legislativas de Desarrollo Metropolitano y de Fortalecimiento al Federalismo.